# Žehňa
Žehňa est un village de Slovaquie situé dans la région de Prešov.

## Histoire
Première mention écrite du village en 1330.

## Démographie

### Évolution de la population
| Année:               | 1994. | 2004.    | 2014.    | 2024.    |
| -------------------- | ----- | -------- | -------- | -------- |
| Nombre de personnes: | 674   | 859      | 1089     | 1399     |
| Différence:          |       | +27,44 % | +26,77 % | +28,46 % |

| Année:               | 2023. | 2024.   |
| -------------------- | ----- | ------- |
| Nombre de personnes: | 1353  | 1399    |
| Différence:          |       | +3,39 % |